# Josef Holeček
Josef Holeček (n. 27 februarie 1853 - d. 6 martie 1929) a fost un prozator, jurnalist și traducător ceh, exponent al realismului.
În scrierile sale, caracterizate prin bogăție cromatică și acuratețea conturului personajelor, a înfățișat cu precădere viața rurală.

## Scrieri
- 1898/1931: Ai noștri ("Naši"), cronică romanescă în 12 volume
- Muntenegru ("Černá Hora")
- Muntenegru în timp de pace ("Černá Hora v míru")
- Pentru libertate ("Za svobodu")
- Călătorie în Rusia ("Zájezd na Rus")
- Cum trăiesc și mor ai noștri ("Jak u nás lidé žijou a umírají").